# Остин, Мэри
Мэри Хантер Остин (англ. Mary Hunter Austin; 9 сентября 1868, Карлинвилл, Иллинойс — 13 августа 1934, Санта-Фе, Нью-Мексико) — американская писательница и эссеист.

## Биография и творчество
Мэри Хантер родилась в Карлинвилле (штат Иллинойс) 9 сентября 1868 года. Она была второй из восьмерых детей юриста Джорджа Хантера и учительницы Савиллы Хантер. Отец поощрял писательские наклонности дочери, и его смерть в 1878 году стала для Мэри большим ударом. В том же году умерла от дифтерии её младшая сестра Дженни.
В 1884 году Мэри Хантер поступила в иллинойсский колледж Блекберн (Blackburn College), где изучала математику, и закончила его в 1888 году. Вскоре после этого она переехала, с матерью и сестрой, в Калифорнию, где с 1887 года жил её старший брат Джеймс. В 1889 году было опубликовано её первое эссе, основанное на калифорнийских впечатлениях. В 1891 году она вышла замуж за инженера Стаффорда Уоллеса Остина. Мэри работала учительницей в школе, а также много ездила по стране с мужем, который искал постоянную работу. В 1892 родился их единственный ребёнок, дочь по имени Рут. У девочки были отклонения в умственном развитии, и она требовала постоянного внимания и ухода. Однако Мэри находила время и силы писать и в том же году опубликовала свой первый рассказ.
В 1903 году вышла первая книга Мэри Остин, «The Land of Little Rain», имевшая большой успех. За нею последовали сборник рассказов «The Basket Woman» (1904), роман «Isidro» (1905) и сборник эссе «The Flock» (1906). В 1905 году Мэри рассталась с мужем. Она также приняла непростое решение поместить Рут в специальное заведение для умственно отсталых в Санта-Кларе, где впоследствии та умерла от гриппа в 1918 году.
В 1907 году Остин приобрела участок земли в Кармел-бай-те-Си, однако не поселилась там, а отправилась в путешествие по Европе. В этот период врачи диагностировали у неё рак груди. В убеждении, что жить ей остаётся лишь несколько месяцев, Мэри Остин решила поехать в Италию. Однако болезнь внезапно отступила, что Мэри приписывала собственным духовным силам. В 1910 году писательница вернулась в США и поселилась в Нью-Йорке. Она была близка к кругу таких писателей, как Джон Рид, Уолтер Липпман, Мэйбл Додж. В 1911 году была издана её пьеса «The Arrow Maker»; в 1912 — её лучший роман, «A Woman of Genius».
В последние годы жизни Мэри Хантер Остин жила в Санта-Фе, где и умерла от сердечного приступа 13 августа 1934 года.